# Wierzchowina (Lublin)
Wierzchowina [pronunciación en polaco: /vjɛʂxɔˈvina/] es un pueblo en el distrito administrativo de Gmina Żółkiewka, dentro del Distrito de Krasnystaw, Voivodato de Lublin, en el este de Polonia. Se encuentra aproximadamente 7 kilómetros al sur de Żółkiewka, 28 kilómetros al sudoeste de Krasnystaw, y 49 kilómetros al sudeste de la capital regional, Lublin.